# Хуна (Новое мышление)
1.Хуна- Стена возведенная из камня (тюркское, ударением на "н").  2.
Хуна — созданная Максом Фридомом Лонгом в 1936 году система «практической магии». По словам создателя, в ней воспроизведена практика гавайских шаманов (кахунов). Является частью движения Новое мышление.

## История
М. Ф. Лонг прибыл на Гавайи в 1917 году для работы в качестве школьного учителя, где его интерес привлекли фольклор и местные религиозные верования, особенно сказания о кахунах. На острове Оаху он становится учеником Уильяма Бригема — этнографа, смотрителя Музея Бишоп в Гонолулу.
В 1931 году М. Ф. Лонг покидает Гавайи, будучи убеждённым, что он никогда не сможет познать тайну кахунов. Но в 1934 году он проснулся с «откровением», что секреты были закодированы в самом гавайском языке, должны существовать «названия частей этого магического искусства». Своё исследование он называет «Хуна» (от гавайского — «секрет», «тайное») и в 1936 году издаёт первую работу, посвящённую своему открытию. В 1945 году М. Ф. Лонг основал Общество по исследованию Хуна (англ. Huna Research Inc).

## Принципы и верования
В основе учения Макса Фридома Лонга стоит принцип трёх «Я»: высшее, низшее и среднее, заимствованные по его словам из верований кахунов — unihipili — низшее «я» (чувствующее); uhane — среднее «я» (рациональное, мыслящее); aumakua — высшее «я» (духовное, связанное с божественным) .
Лонг полагал, что обнаружил древние «Истины», пришедшие на Гавайские острова из Древней Индии и Древнего Египта, так, например, он писал, что духовные адепты пришли на Гавайи из Египта, передав часть своих верований жрецам Индии.
а также изложил семь принципов учения:
1. IKE — мир таков, что ты о нём мыслишь (The world is what you think it is).
2. KALA — нет никаких пределов (There are no limits).
3. MAKIA — энергия устремляется вслед за вниманием (Energy flows where attention goes).
4. MANAVA — сейчас и есть Момент Силы (Now is the moment of power).
5. ALOHA — любить — значит быть счастливыми вместе (To love is to be happy with (someone or something)).
6. MANA — вся сила идет изнутри (All power comes from within).
7. . PONO — эффективность — вот мерило истинности (Effectiveness is the measure of truth)[5].

## Связь с гавайскими верованиями
Реконструкция гавайских традиций представляет собой определённые сложности, поскольку после свержения королевы Лилиуокалани культура коренных гавайцев на протяжении не одного десятилетия находилась под угрозой исчезновения. Так, с 1896 по 1986 годы гавайский язык был запрещён и заменён английским. Жителям островов предписывалось принять христианство и взять английские имена. Связь с традицией поддерживалась в тот период благодаря пиджину. Как результат, многие сведения были утрачены до того, как возродился интерес к древней культуре. 
Сейчас известно, что в традиционном гавайском обществе официальное жречество носило название «кахуна пуле». Кахуна нуи — это верховный жрец, правая рука вождя. Среди жрецов существовала иерархия, в которой две верхние ступеньки занимали служители богов Ку и Лоно. Самый низший ранг имели кахуны, занимавшиеся чёрной магией. В то же время искусный в своём деле специалист тоже назывался кахуной: считалось, что высокому мастерству способствуют не только приобретённые навыки, но также искусство магии. Согласно гавайскому эпосу «Кумулипо», все кахуны имеют общего предка — это Лихау-ула, сын Кахико-луа-меа, первопредка гавайцев.
В то же время коренной житель Гавайских островов, учёный Чарльз Кенн, признанный эксперт по гавайской истории и традиций, пишет: «Хотя исследование Хуна и является интересным… оно никогда не было гавайским.».
Гавайский автор Пали Джо Ли, исследователь Епископского Музея, которая долгое занималась изучением явления Хуна, отмечает, что беседуя с гавайскими старейшинами, все они отмечали, что Хуна к их верованиям не имеет отношение. Также Ли цитирует Теодора Келси, который в 1936 году пишет письмо Лонгу, где критикует его за неправильное использование терминов «unihipili» и «aumakua».
В соответствии с общепринятым словарём Pukui and Elbert Hawaiian dictionary, «unihipili» — являются духами умерших, «uhane» — это душа, дух или призрак, а «aumakua» — семейные или личные боги, обожествлённых предков, которые могли принять форму животных (Ср.: Культ предков). Ку, Лоно и Кане — имена различных гавайских богов.